# Emm Gryner
Emm Gryner est une auteure-compositrice-interprète canadienne née le 8 juin 1975 à Sarnia, Ontario,,, surtout connue pour ses tubes de 1998 Summerlong et Acid.

## Jeunesse
Emme Gryner grandit à Forest, dans le comté de Lambton, en Ontario. Son père est pour moitié d'origine irlandaise, sa mère est philippine. Elle a un frère, Frank, futur producteur de disques.
Elle est diplômée du programme Music Industry Arts du collège de Fanshawe.

## Carrière

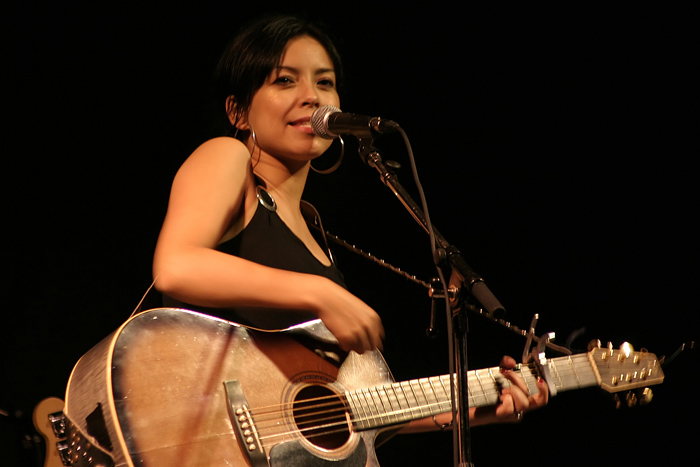
Emm Gryner à Waterloo (Ontario) en 2005.

Emm Gryner commence sa carrière musicale à Toronto, occupant des emplois de bureau pendant la journée tout en perfectionnant son spectacle en direct dans de petits clubs locaux la nuit. Elle remporte avec son titre original Wisdom Bus un concours national d'écriture de chansons ; avec l'argent du prix, elle enregistre son premier album, The Original Leap Year, publié par son propre label Dead Daisy Records.
L'album a attiré l'attention du producteur de Violent Femmes, Warren Bruleigh. Celui-ci le fait écouter à un cadre de Mercury Records qui décide de prendre sous contrat Emm Gryner. Le premier album de cette collaboration est Public, inspiré de la britpop, dont le morceau Summerlong est un succès au Canada. Plusieurs tournées suivent, avec Ron Sexsmith, Bernard Butler, Rufus Wainwright et d'autres.
Après le rachat de Mercury Records par Universal Music, elle perd son contrat et retourne à son propre label. Elle sort plusieurs albums, dont deux sont nommés pour le prix du meilleur album pop de l'année aux Juno Awards. À cette époque, elle déménage à New York puis à Los Angeles pour écrire et tourner.
En 2000 elle est recrutée par David Bowie comme choriste et clavier pour une tournée en Amérique et en Europe. Elle se produit notamment avec lui au festival de Glastonbury et à l'émission télévisée Later... with Jools Holland. Elle apparaît sur les albums live Glastonbury 2000 et Bowie at the Beeb, ainsi que dans l'album Toy enregistré en 2000 et paru en 2021.
Elle s'installe ensuite à Montréal où elle publie un album intitulé Songs of Love and Death, composé de reprises de chansons irlandaises de The Undertones, The Virgin Prunes, Horslips, Thin Lizzy, The Thrills et d'autres. Enregistré dans une maison qu'elle partage avec Kate McGarrigle, le disque attire l'attention des médias irlandais. Elle trouve un champion en Pat Egan, un promoteur et manager légendaire basé à Dublin, qui y organise ses premiers spectacles.
En 2005, elle rejoint le groupe indépendant des Provinces de l'Atlantique In-Flight Safety. D'audience nationale, ils remportent ensemble plusieurs prix et sont nommés aux Prix Juno pour la meilleure vidéo de l'année en 2007.
En 2006, Emm Gryner sort The Summer of High Hopes produit par Nathan Larson.

## Collaborations
Emm Gryner a également collaboré avec Nathan Larson dans le groupe Hot One. Elle est aussi membre du collectif The Cake Sale, aux côtés de Gary Lightbody de Snow Patrol, Bell X1, Josh Ritter et Glen Hansard.
En 2011, elle forme le groupe Trent Severn avec Dayna Manning et Laura C. Bates. Leur premier album éponyme est sorti sur son label en 2012, suivi de Trillium (2015) et Portage (2017).
En mai 2013, elle collabore avec l'astronaute Chris Hadfield sur sa reprise de Space Oddity de David Bowie, enregistrée en partie à bord de la Station spatiale internationale.
En 2014, Gryner forme le groupe Trapper avec Sean Kelly (guitare), son frère Frank Gryner (guitare), Jordan Kern (basse) et Tim Timleck (batterie), jouant dans un style hard rock mélodique inspiré des années 1980. En mai 2015, Trapper est en première partie du groupe britannique Def Leppard lors de son passage à Montréal, Ottawa et London (en l'Ontario) : elle était devenue amie avec leur chanteur Joe Elliott pendant sa tournée avec Bowie.

## Autres activités
Gryner joue le rôle de l'ange dans les vidéoclips de The Grace et Age of Consent de Neverending White Lights, et tient un petit rôle dans One Week, un film du réalisateur Michael McGowan.
Au cours des étés 2007 et 2008, elle co-anime Under the Covers, une émission de radio sur les reprises de chansons, sur CBC Radio One.
En septembre 2021, ECW Press publie son ouvrage The Healing Power of Singing: Raise Your Voice, Change Your Life (What Touring with David Bowie, Single Parenting and Ditching the Music Business Taught Me in 25 Easy Steps),.

## Reconnaissance par d'autres musiciens
Nelly Furtado cite l'album Science Fair d'Emm Gryner comme l'un de ses disques à apporter sur une d'île déserte, et David Bowie la mentionne comme un de ses deux artistes canadiens préférés lors d'une interview promotionnelle pour son album Reality. Dans le numéro de novembre 2006 de Q, célébrant le 20e anniversaire du magazine, le leader de U2 Bono qualifie le morceau Almighty Love de son album The Summer of High Hopes comme l'une des six chansons qu'il aurait aimé avoir écrites au cours des vingt dernières années de musique.

## Influences musicales
Emm Gryner cite comme source d'inspiration, et ce depuis son enfance, Madonna,, mais aussi David Bowie, avec qui elle a travaillé, Peter Gabriel, The Pretenders, The Cure, Bright Eyes, PJ Harvey, Beck, Prince, Guns ’N’ Roses, Tori Amos ou encore Eurythmics.

## Discographie
- And Distrust It (1995)
- The Original Leap Year (1997)
- Public (album)|Public (1998)
- Science Fair (1999)
- Dead Relatives (2000)
- Girl Versions (2001)
- The Winter (EP) (2002)
- Asianblue (2002)
- Songs of Love and Death (2005)
- The Great Lakes (2005)
- The Summer of High Hopes (2006)
- PVT (2006)
- Goddess (2009)
- Stray Bullets (EP) (2010)
- Gem and I (2010)
- Northern Gospel (2011)
- She's Gone: A Hall & Oates Tribute (EP) (2012)
- The Best of Emm Gryner (2012)
- FrostPop (EP) (2013)
- Torrential (2014)
- 21st Century Ballads (2015)
- Calmphonic (2016)
- Aonarán (2016)
- Slant (EP) (2017)
- Only of Earth: Days of Games (2017)
- Just for You (2020)